# Beaconsfield (Tasmania)
Beaconsfield – miasto w Australii, w północnej części Tasmanii.